# Михайлюк, Леонид Владимирович
Леонид Владимирович Михайлюк (род. 1963) — сотрудник советских и российских органов государственной безопасности, генерал-лейтенант.

## Биография
Леонид Владимирович Михайлюк родился 8 июля 1963 года. После окончания средней школы поступил в Высшее пограничное военно-политическое училище Комитета государственной безопасности при Совете Министров СССР имени К.Е.Ворошилова. Начинал службу на Дальнем Востоке.
После распада Советского Союза продолжил службу в системе Министерства безопасности — Федеральной службы безопасности Российской Федерации. В сентябре 1992 года Михайлюк был назначен начальником отдела по борьбе с терроризмом Управления Министерства безопасности Российской Федерации по Республике Адыгее. Под его руководством были ликвидированы десятки преступных группировок и террористических формирований. В 1999 году был арестован, позднее отпущен под подписку о невыезде. В 2000 году окончил Академию Федеральной службы безопасности Российской Федерации. В 2001 году возбуждённые против него уголовные дела были прекращены.
С 2001 года Михайлюк занимал должность заместителя начальника Управления Федеральной службы безопасности Российской Федерации по Пермскому краю, а с марта 2011 года являлся начальником Управления Федеральной службы безопасности Российской Федерации по Вологодской области.
В 2016—2018 годах Михайлюк возглавлял Управления Федеральной службы безопасности Российской Федерации по Калининградской области. С ноября 2018 года по декабрь 2024 года — начальник Управления Федеральной службы безопасности Российской Федерации по Республике Крым.
С 17 декабря 2024 года - начальник Управления Федеральной службы безопасности Российской Федерации по Краснодарскому краю.